# Храм Богоявления Господня (Арское)
Храм в честь Богоявле́ния Госпо́дня — православный храм в cеле Арское Засвияжского района Ульяновска, Симбирской епархии Симбирской митрополии Русской православной церкви. С 2013 года — памятник градостроительства и архитектуры РФ.

## История
В 1649 году в селе Арском (в 2004 году войдёт в состав Ульяновска) была построена деревянная Богоявленская церковь. В 1770 году на её месте была построена каменная церковь, тоже во имя Богоявления, но с приделом во имя Всемилостивейшего Спаса, она является памятником истории и культуры, а также старейшим храмом Ульяновской области.
В 1885 году здесь была открыта церковно-приходская школа.
В 1906 году при церкви открылось Братство в честь священномученика Харалампия. Почётным членом Братства был прославленный, ныне в лике святых, праведный Иоанн Кронштадтский. Тогда и появилась в храме икона святого Харалампия, которая по сей день является главной святыней храма.
Храм был закрыт при советской власти, в здании располагались склады и мастерские, потом оно пустовало.
В 2000 году было принято решение о восстановлении храма, восстановлен в 2009 году.
В ходе реставрации прихожане отмечали обновление фресок. Первой проявилась фреска «Благословение детей». Потом проявились и другие, а некоторые стали значительно ярче.
Постановлением Правительства Ульяновской области «О включении выявленных объектов культурного наследия в единый государственный реестр объектов культурного наследия (памятников истории и культуры) народов Российской Федерации, а также об утверждении границ и режима использования их территорий» № 386-П от 26.08.2013 года, церковь в честь Богоявления Господня включена в Единый государственный реестр объектов культурного наследия (памятников истории и культуры) народов Российской Федерации.

## Современное состояние
Арский храмовый комплекс включает в себя: храм Богоявления Господня, баптистерий, храм блаженной Ксении Петербургской (2003), часовня Ксении Петербургской (2006), Воскресная школа, библиотека, ведутся работы по созданию православного духовного центра.

## Святыни
Икона священномученика Харалампия с мощами святого

## Престольные праздники
- Богоявление (Крещение Господне) — 19 января
- Происхождение (изнесение) Честных Древ Животворящего Креста Господня — 14 августа

## Духовенство
- Настоятель: протоиерей Алексий Кормишин (с 2002)[10]

## Галерея

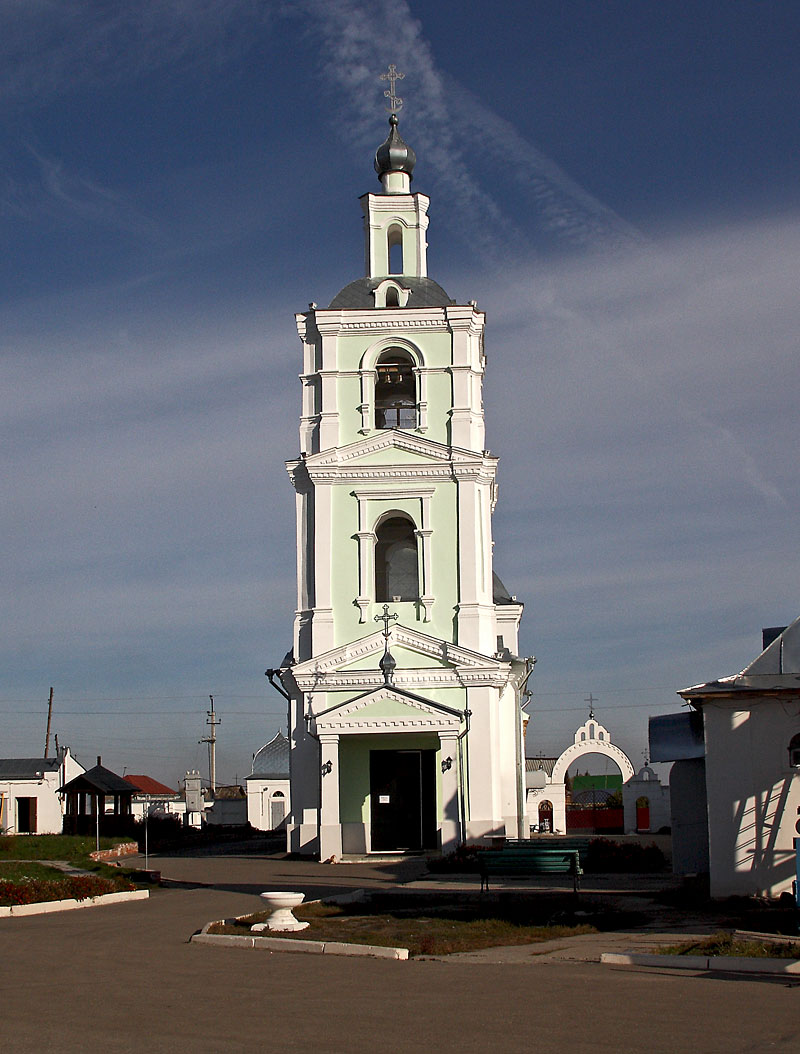
Богоявленская церковь в Арском
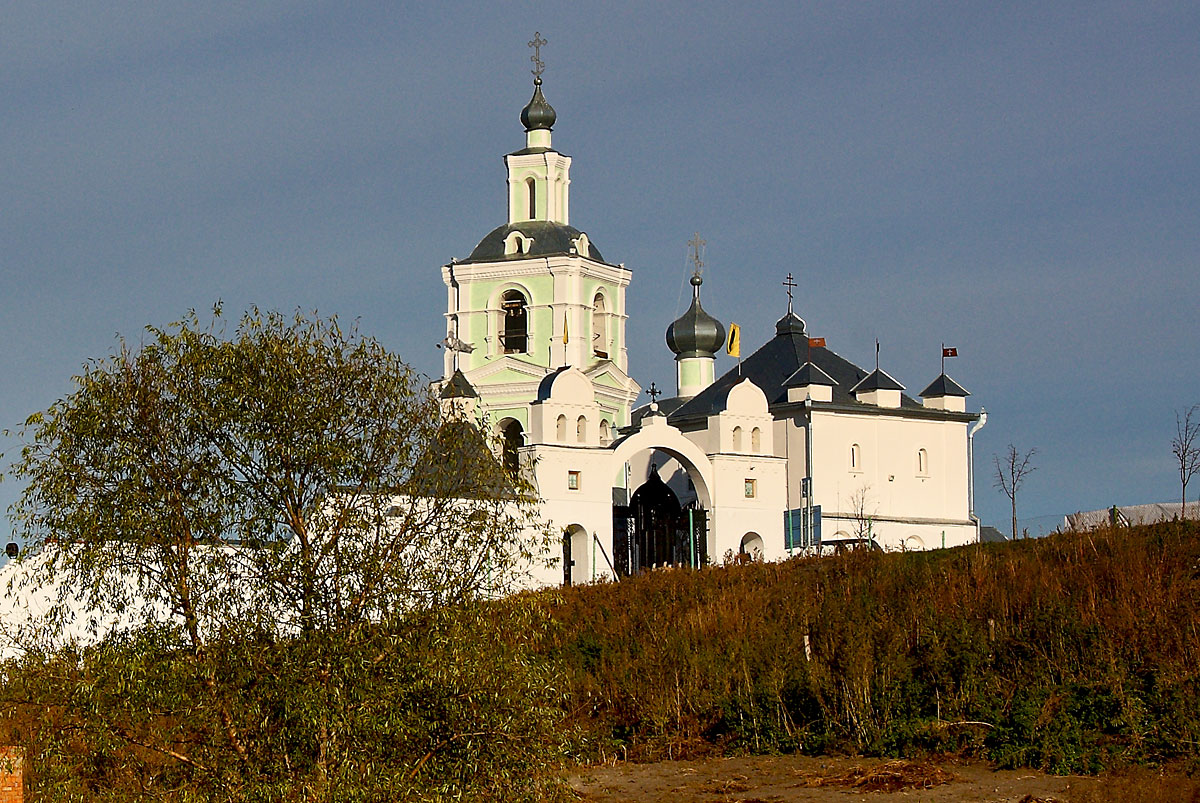
Богоявленская церковь в Арском. Вид от реки
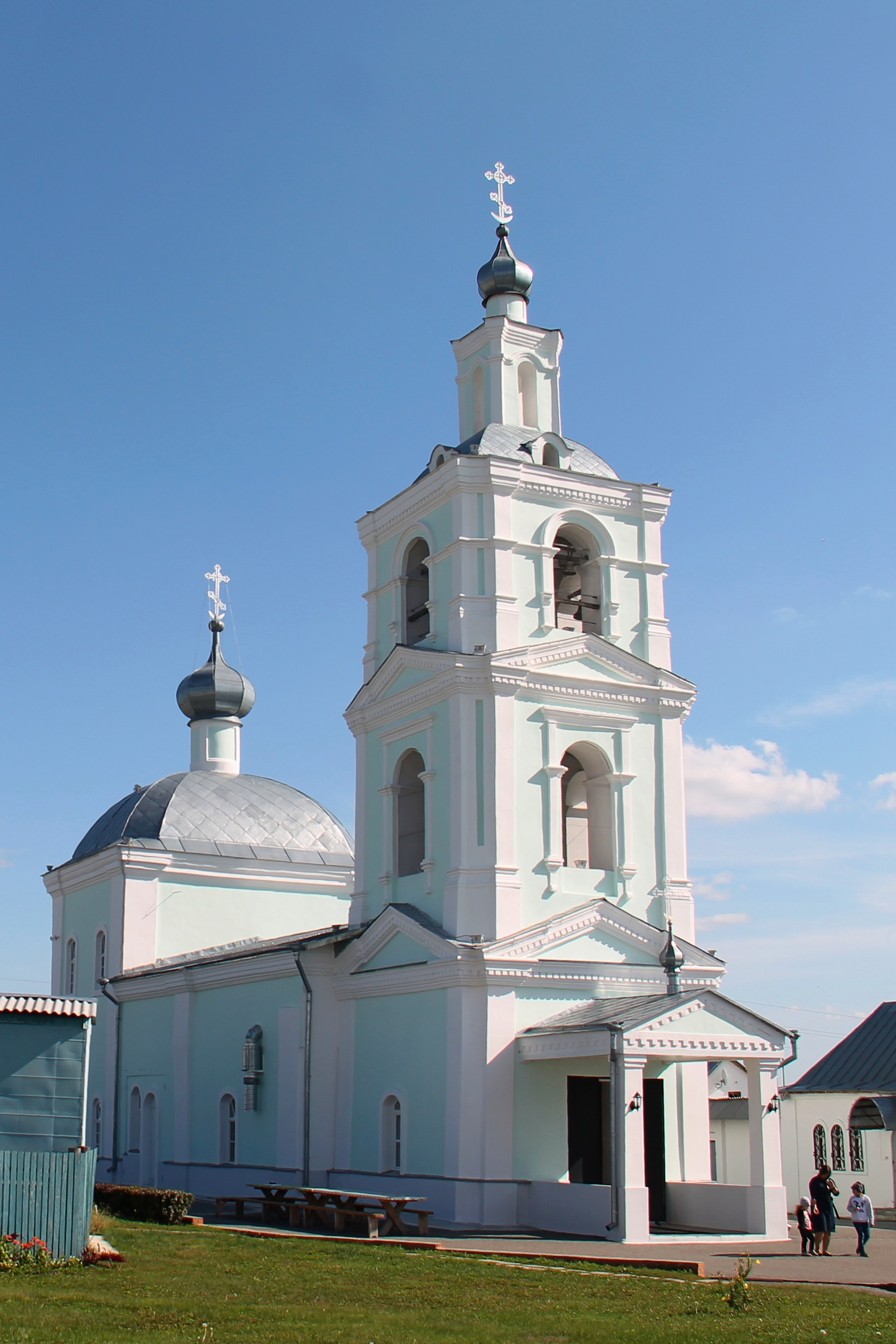
Богоявленский храм в Арском